# Elezioni generali a Sark del 2008
Le elezioni generali di Sark del 2008, tenutesi il 10 dicembre (un riconteggio è stato effettuato il giorno successivo, a causa del ridotto scarto di voti fra i candidati), sono state le prime elezioni dell'isola sotto una nuova costituzione.
Fino alla riforma, il parlamento locale, il Chief Pleas, era formato da un rappresentante di ognuna delle famiglie tenutarie di una proprietà sull'isola, più dodici membri eletti, oltre al presidente del Chief Pleas, il Seneschal, ed al Seigneur. Il nuovo sistema elettivo, approvato dal Chief Pleas, il 16 gennaio 2008, prevede 28 seggi (con il titolo di Conseillers, ovvero consiglieri); ulteriori due seggi sono riservati al Seigneur ereditario dell'isola ed al Seneschal. La carica di Seneschal passa da tre anni ad un mandato a vita; metà dei membri del Chief Pleas (estratti a sorte) avranno un mandato di due anni, gli altri di quattro, al fine di creare un sistema "a rotazione". L'ultima curiosità è che ognuno degli aventi diritto può esprimere 28 preferenze (una per ogni seggio elettivo del Chief Pleas) La prima riunione del nuovo parlamento si è tenuta il 21 gennaio 2009.
I candidati alle elezioni sono stati 57 (12% della popolazione) per i 28 seggi. I candidati erano suddivisi tra i sostenitori del Seigneur e del vecchio sistema feudale e i sostenitori della democrazia, appoggiati dai miliardari fratelli Barclay, che tentavano di aumentare la loro influenza sull'isola. 
La vittoria è andata decisamente ai sostenitori del Seigneur, che hanno ottenuto 23 seggi su 28, evitando così ulteriori modifiche all'ordinamento dell'isola. È divenuta ormai celebre la frase pronunciata dalla moglie del Seigneur a seguito delle negative reazioni dei Barclay al risultato elettorale: "This is democracy!"  ("Questa è la democrazia!") come a significare: "L'avete voluta? Adesso vi dovete adeguare ai risultati!". I Barclay tuttavia non sono stati così diplomatici: saputo che solo cinque dei loro candidati erano stati eletti, come ritorsione hanno chiuso tutte le loro attività (alberghi, negozi, ecc...) sull'isola, causando il licenziamento di oltre 100 persone. A seguito della pressione mediatica a partire dal 2009 i fratelli Barclay hanno riaperto le loro attività sull'isola.
I risultati nel dettaglio sono stati i seguenti:
1. David Thomas Cocksedge. Voti: 336, Mandato 2 anni
2. Rossford John de Carteret. Voti: 318, Mandato 4 anni
3. Helen Mildred Plummer. Voti: 302, Mandato 2 anni
4. David Woods Melling. Voti: 284, Mandato 2 anni
5. Helen Clair Magell. Voti: 282, Mandato 4 anni
6. Christopher Howard Bateson. Voti: 280, Mandato 2 anni
7. Antony Dunks. Voti: 270, Mandato 4 anni
8. Stephen Laurence Henry. Voti: 266, Mandato 4 anni
9. David Pollard. Voti: 263, Mandato 4 anni
10. Andrew Charles Prevel. Voti: 263, Mandato 4 anni
11. Elizabeth Mary Dewe. Voti: 253, Mandato 4 anni
12. Sandra Williams. Voti: 253, Mandato 4 anni
13. Edric Baker. Voti: 249, Mandato 2 anni
14. Paul Williams. Voti: 242, Mandato 4 anni
15. Diane Baker. Voti: 233, Mandato 2 anni
16. Paul Martin Armorgie. Voti: 230, Mandato 4 anni
17. Andrew James Cook. Voti: 228, Mandato 4 anni
18. Richard James Dewe. Voti: 227, Mandato 2 anni
19. Charles Noel Donald Maitland. Voti: 227, Mandato 4 anni
20. Michelle Andrée Perrée. Voti: 224, Mandato 2 anni
21. Christopher Robert Nightingale. Voti: 215, Mandato 2 anni
22. Janet Mary Guy. Voti: 212, Mandato 2 anni
23. John Edward Hunt. Voti: 212, Mandato 2 anni
24. Anthony Granville Ventress. Voti: 201, Mandato 2 anni
25. Stefan Bernd Gomoll. Voti: 200, Mandato 2 anni
26. Ann Atkinson. Voti: 199, Mandato 4 anni
27. Christine Dorothy Audrain. Voti: 185, Mandato 4 anni
28. Peter John Cole. Voti: 184, Mandato 2 anni
29. Philip James Carré. Voti: 179, Non entrato nel Chief Pleas
30. Tony Eric le Lievre. Voti: 178, Non entrato nel Chief Pleas
31. William George Raymond. Voti: 169, Non entrato nel Chief Pleas
32. Peter Blayney Stisted. Voti: 169, Non entrato nel Chief Pleas
33. Bertha Helen Cole. Voti: 165, Non entrato nel Chief Pleas
34. Simon Peter Elmont. Voti: 147, Non entrato nel Chief Pleas
35. Bernard John Southern. Voti: 136, Non entrato nel Chief Pleas
36. Kevin Patrick Delaney. Voti: 131, Non entrato nel Chief Pleas
37. Peter Francis Luce Tonks. Voti: 123, Non entrato nel Chief Pleas
38. Simon Ashley Couldridge. Voti: 122, Non entrato nel Chief Pleas
39. John Trevor Greer Donnelly. Voti: 118, Non entrato nel Chief Pleas
40. Paul David Mitchell Burgess. Voti: 117, Non entrato nel Chief Pleas
41. Roger Ian Wynne Kemp. Voti: 106, Non entrato nel Chief Pleas
42. Colin Francis John Guille. Voti: 104, Non entrato nel Chief Pleas
43. Belinda Doyle. Voti: 96, Non entrato nel Chief Pleas
44. Michael Joseph Doyle. Voti: 93, Non entrato nel Chief Pleas
45. Mini McCusker. Voti: 91, Non entrato nel Chief Pleas
46. Natalie Tighe. Voti: 91, Non entrato nel Chief Pleas
47. Fiona Ann Bird. Voti: 90, Non entrato nel Chief Pleas
48. Cheryl Mary Tonks. Voti: 85, Non entrato nel Chief Pleas
49. Natalie Alexandra Criak. Voti: 82, Non entrato nel Chief Pleas
50. Daniel Walter Robert Parsons. Voti: 75, Non entrato nel Chief Pleas
51. David John Bird. Voti: 74, Non entrato nel Chief Pleas
52. Kevin Laws. Voti: 70, Non entrato nel Chief Pleas
53. Kaye Jin Mee Char. Voti: 59, Non entrato nel Chief Pleas
54. Jamie Karl John Swanson. Voti: 50, Non entrato nel Chief Pleas
55. Leigh Dianne Gibbins. Voti: 45, Non entrato nel Chief Pleas
56. Susan Christine Strachey. Voti: 43, Non entrato nel Chief Pleas
57. Javie John Dance. Voti: 14, Non entrato nel Chief Pleas

Le seguenti elezioni, tenutesi con molto meno clamore mediatico l'8 dicembre 2010 hanno conservato invariato il rapporto di 23 a 5 fra i due partiti dell'isola.
Risultati dell'elezione del 2010:
1. David Thomas Cocksedge. Voti: 293, Esito: eletto
2. Helen Mildred Plummer. Voti: 281, Esito: eletto
3. David Woods Melling. Voti: 267, Esito: eletto
4. Christopher Robert Nightingale. Voti: 258, Esito: eletto
5. Andrew Phillip Foley Bache. Voti: 242, Esito: eletto
6. Edric Baker. Voti: 212, Esito: eletto
7. Christopher Howard Bateson. Voti: 211, Esito: eletto
8. Stefan Bernd Gomoll. Voti: 211, Esito: eletto
9. Diane Baker. Voti: 201, Esito: eletto
10. Anthony Granville Ventress. Voti: 192, Esito: eletto
11. Andrew James Cook. Voti: 189, Esito: eletto
12. Michelle Andrée Perrée. Voti: 189, Esito: eletto
13. Janet Mary Guy. Voti: 169, Esito: eletto
14. John Edward Hunt. Voti: 167, Esito: eletto
15. Peter John Cole. Voti: 158, Esito: non eletto
16. Fiona Ann Bird. Voti: 152, Esito: non eletto
17. Tony Eric le Lievre. Voti: 147, Esito: non eletto
18. John Trevor Greer Donnelly. Voti: 133, Esito: non eletto
19. Stephen Treweek Taylor. Voti: 116, Esito: non eletto
20. Paul David Mitchell Burgess. Voti: 107, Esito: non eletto
21. Peter Blayney Stisted. Voti: 104, Esito: non eletto